# Stała rozpadu
Stała rozpadu ({\displaystyle \lambda }) – parametr charakteryzujący substancję radioaktywną. Jest on równy prawdopodobieństwu zajścia rozpadu jednego jądra atomowego w jednostce czasu. Stała rozpadu jest związana z średnim czasem życia {\displaystyle \tau } i czasem połowicznego rozpadu {\displaystyle T_{1/2}} związkiem:
{\displaystyle \lambda ={\frac {1}{\tau }}={\frac {\ln 2}{T_{1/2}}}.}
W przypadku kilku równoległych, niezależnych rodzajów rozpadu danej substancji wynikowa stała rozpadu jest sumą stałych charakterystycznych poszczególnych procesów oddzielnych.